# تشقابوكة (زرين دشت)
تشقابوكة (بالفارسية: چقاپوکه) هي قرية تقع في إيران في قسم زرين دشت الريفي. يقدر عدد سكانها بـ 445 نسمة .